# Santiago Bonilla Mirat
Santiago Bonilla Mirat (Salamanca, 27 de marzo de 1844 - Madrid, 21 de junio de 1899) fue un médico y químico español.
Cursó estudios en el Instituto de Segunda Enseñanza de Salamanca, del que fue nombrado Encargado del Observatorio Meteorológico y luego profesor encargado de Física y Química, y de Matemáticas. Obtuvo los títulos de Bachiller en Ciencias y en Derecho Administrativo por la Universidad de Valladolid.
Se licenció en Derecho Administrativo y en Ciencias por la Universidad Central de Madrid y en 1865 fue contratado como Ayudante de las Cátedras de Química de la Facultad de Ciencias de la Universidad Central. En 1869 obtuvo el Grado de Doctor en Ciencias, tras la lectura y defensa de la Tesis Doctoral "La nomenclatura química". En ese periodo también aprobó 3 cursos de la Facultad de Farmacia en la Universidad Central.
En 1874 obtuvo la Cátedra de Química General en la Facultad de Ciencias de la Universidad de Valladolid. La primera edición de 1880 de su “Tratado Elemental de Química General y Descriptiva”, recoge la primera mención en español a la Tabla Periódica de Mendeleiev, que había sido publicada en 1869.
Durante su estancia en Valladolid continuó su formación académica, obteniendo el título de Licenciado en Medicina y Cirugía en 1881. Además, desempeñó diferentes cargos, como Inspector honorario de los servicios del alumbrado publico de la Ciudad (1874) o Director facultativo del laboratorio químico y micrográfico municipal y provincial (1876). Prestó grandes servicios durante la epidemia de cólera de 1885.
En 1892 fue nombrado catedrático de la Universidad Central. En 1893 fue elegido académico de la Real Academia de Ciencias Exactas, Físicas y Naturales, tomando posesión en 1898 con el discurso Anatomía y fisiología de la molécula química.  También fue miembro de la Real Academia de Medicina y Cirugía de Valladolid y de la Sociedad de Farmacia de Turín.

## Obras
- Tratado Elemental de Química General y Descriptiva con nociones de termoquímica (1884)
- Programa de Química General y Toxicología del Cloroformo con Angel Belloguin